# Gorik Gardeyn
Gorik Gardeyn (* 17. März 1980 in Pittem) ist ein ehemaliger belgischer Radrennfahrer.
Gorik Gardeyn begann seine Profikarriere 2001 bei dem belgischen Radsportteam Lotto-Adecco, für das er in seinem ersten Jahr eine Etappe der Dänemark-Rundfahrt gewann und mit dem Giro d’Italia 2004 seine einzige Grand Tour bestritt und auf Platz 125 beendete. wechselte er zum Professional Continental Team MrBookmaker.com und gewann die Eintagesrennen Classic Haribo und Omloop van het Waasland. Er gewann als Mitglied dieser Mannschaft, die nun Unibet.com hieß 2006 den Nationale Sluitingsprijs und eine Etappe der Belgien-Rundfahrt. Bis zu seinem Karriereende nach der Saison 2016 konnte er keine weiteren internationalen Erfolge erzielen.

## Erfolge
2001
- eine Etappe Dänemark-Rundfahrt

2005
- Classic Haribo
- Omloop van het Waasland

2006
- Nationale Sluitingsprijs

2007
- eine Etappe Belgien-Rundfahrt

## Teams
- 2001 Lotto-Adecco
- 2002 Lotto-Adecco
- 2003 Lotto-Domo
- 2004 Lotto-Domo
- 2005 MrBookmaker.com-SportsTech
- 2006 Unibet.com
- 2007 Unibet.com
- 2008 Silence-Lotto
- 2009 Silence-Lotto
- 2010 Vacansoleil
- 2011 Vacansoleil-DCM
- 2012 Champion System
- 2013 Doltcini-Flanders
- 2014 Veranclassic-Doltcini
- 2015 Veranclassic-Ekoï
- 2016 Superano Ham-Isorex